# Arboretum du Val d'Ainan
El Arboreto del Valle de Ainan ( en francés : Arboretum du Val d'Ainan) es un arboreto privado de 10 hectáreas de extensión, en Saint-Geoire-en-Valdaine, Francia.

## Localización
Está situado en un bonito paisaje de colinas de las colinas del Dauphiné, en la proximidad de Saboya. Entre las montañas de la Chartreuse y los lagos de "Aiguebelette" y "Paladru". En la proximidad del río Ainan.
Arboretum du Val d'Ainan Saint-Geoire-en-Valdaine, Département de Isère, Ródano-Alpes, France-Francia. 
Planos y vistas satelitales, 45°11′39″N 5°46′40″E / 45.19417, 5.77778
Es visitable a lo largo de todo el año previa cita. Se paga tarifa de entrada.

## Historia
El arboreto fue creado en 1993 con las plantas cultivadas a partir de semillas sembradas en los años 80.
Se sitúan en prados y laderas. Las perspectivas alternan zonas de plantaciones más espaciadas con áreas más densamente plantadas.
Las plantas presentes están adaptadas al duro clima de los inviernos alpinos. El arboreto ofrece una muestra de lo que puede adaptarse a esta región diversa. Muchas especies desconocidas pueden prosperar y ser parte de una más amplia biodiversidad.

## Colecciones botánicas
Este arboreto alberga más de 350 especies de árboles y arbustos procedentes de ecosistemas de clima templado de todo el mundo.
Están organizadas en áreas: 
- Montañas
- Mediterráneo,
- Caucaso,
- Himalayas,
- China,
- Corea
- Japón,
- Norteamérica.

Las colecciones están enfocadas en especies con un color de follaje atractivo en su caída en otoño, árboles con una corteza de su tronco notable, robles, y Pinaceae